# Aleksej Vorobjov
Aleksej Vladimirovitj Vorobjov (russisk: Алексей Владимирович Воробьёв, født d. 19. januar 1988) er en russisk sanger, sangskriver og harmonikaspiller. Han repræsenterede i 2011 sit hjemland ved Eurovision Song Contest med sangen "Get You".